# Klaus Finne
Klaus Finne (ur. 30 marca 1990 w Oslo) – norweski narciarz dowolny, specjalizuje się w slopestyle'u i half-pipe'ie. W 2009 roku wystartował na mistrzostwach świata w Inawashiro, gdzie zajął 14. miejsce w halfpipe'ie. Najlepsze wyniki w Pucharze Świata osiągnął w sezonie 2012/2013, kiedy to zajął 76. miejsce w klasyfikacji generalnej, a w klasyfikacji slopestyle'a był dziewiąty. Nie startował na igrzyskach olimpijskich.

## Osiągnięcia

### Mistrzostwa świata
| Miejsce | Dzień       | Rok  | Miejscowość | Konkurencja | Zwycięzca      |
| ------- | ----------- | ---- | ----------- | ----------- | -------------- |
| 14.     | 5 marca     | 2009 | Inawashiro  | Halfpipe    | Kevin Rolland  |
| DNS     | 3 lutego    | 2011 | Deer Valley | Slopestyle  | Alex Schlopy   |
| DNS     | 5 lutego    | 2011 | Deer Valley | Halfpipe    | Micheal Riddle |
| 27.     | 21 stycznia | 2015 | Kreischberg | Slopestyle  | Fabian Bösch   |

### Puchar Świata

#### Miejsca w klasyfikacji generalnej
- sezon 2010/2011: 97.
- sezon 2011/2012: 147.
- sezon 2012/2013: 76.
- sezon 2015/2016: 97.
- sezon 2016/2017:

#### Miejsca na podium w zawodach
1. Silvaplana – 9 lutego 2013 (halfpipe) – 2. miejsce